# Stone Mountain (berg in Georgia)
Stone Mountain is een berg van het type inselberg in DeKalb County in de Amerikaanse staat Georgia.
De berg ligt naast het stadje Stone Mountain. De berg heeft een hoogte van 513 meter boven de zeespiegel en steekt 252 meter uit boven het omringende landschap. Ondergronds gaat het graniet nog 14 kilometer door naar het verste punt in Gwinnett County. De berg bestaat uit een samenstelling van monzoniet, graniet en granodioriet.
In de noordhelling is door Gutzon Borglum en Augustus Lukeman het Confederation Memorial uitgehouwen; een bas-reliëf dat de drie Zuidelijke leiders tijdens de Amerikaanse Burgeroorlog weergeeft: president Jefferson Davis en de generaals Thomas Jackson en Robert E. Lee. Het controversiële beeldhouwwerk werd opgericht in opdracht van de United Daughters of Confederacy. Dit herdenkingscomité had de berg in 1916 gekregen van de zakenbroers Venable die eigenaar waren van de nabijgelegen steengroeve. Aan de voet van de berg werd in 1915 bij een zgn. Fiery Cross (brandend kruis) de tweede Ku Klux Klan opgericht. In 1958 werd de berg met het monument aangekocht door de staat Georgia. Het grootste bas-reliëf ter wereld werd pas in 1972 voltooid door Roy Faulkner.    

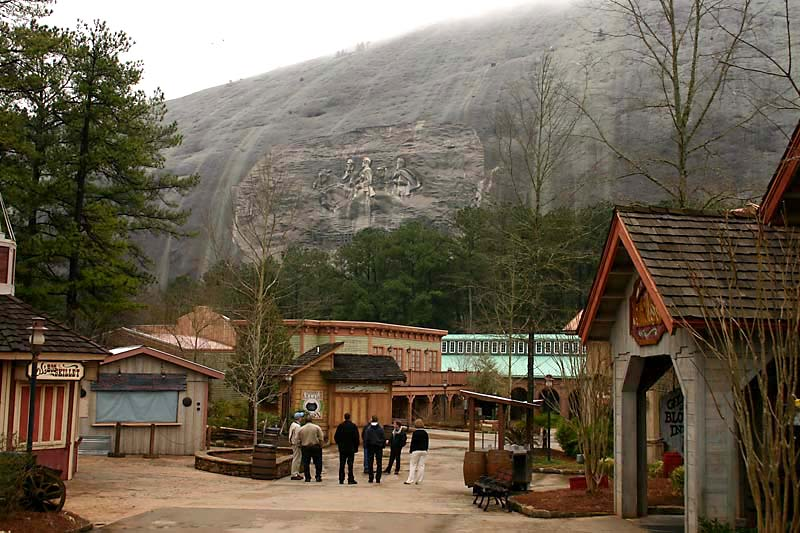
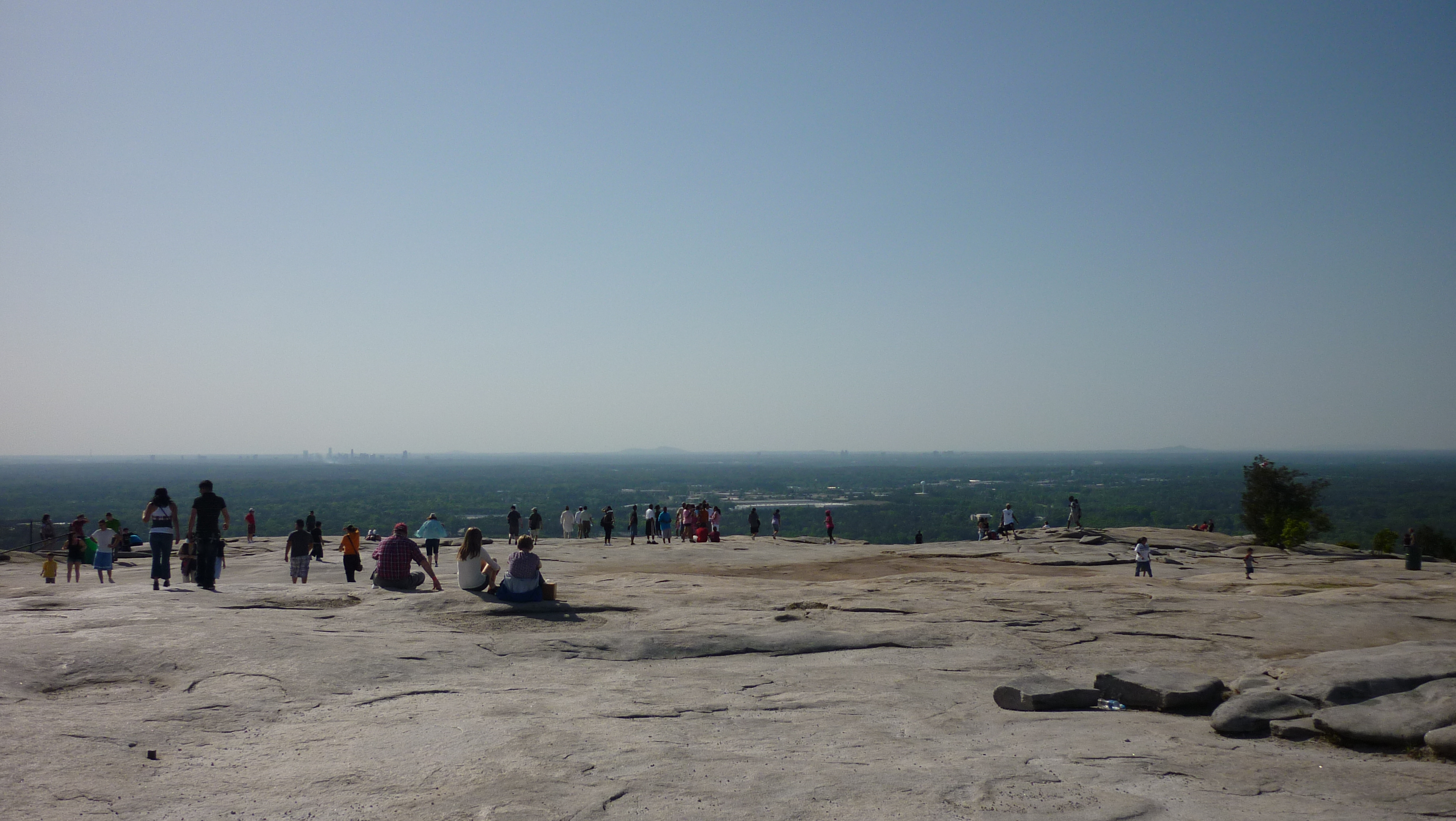
De top
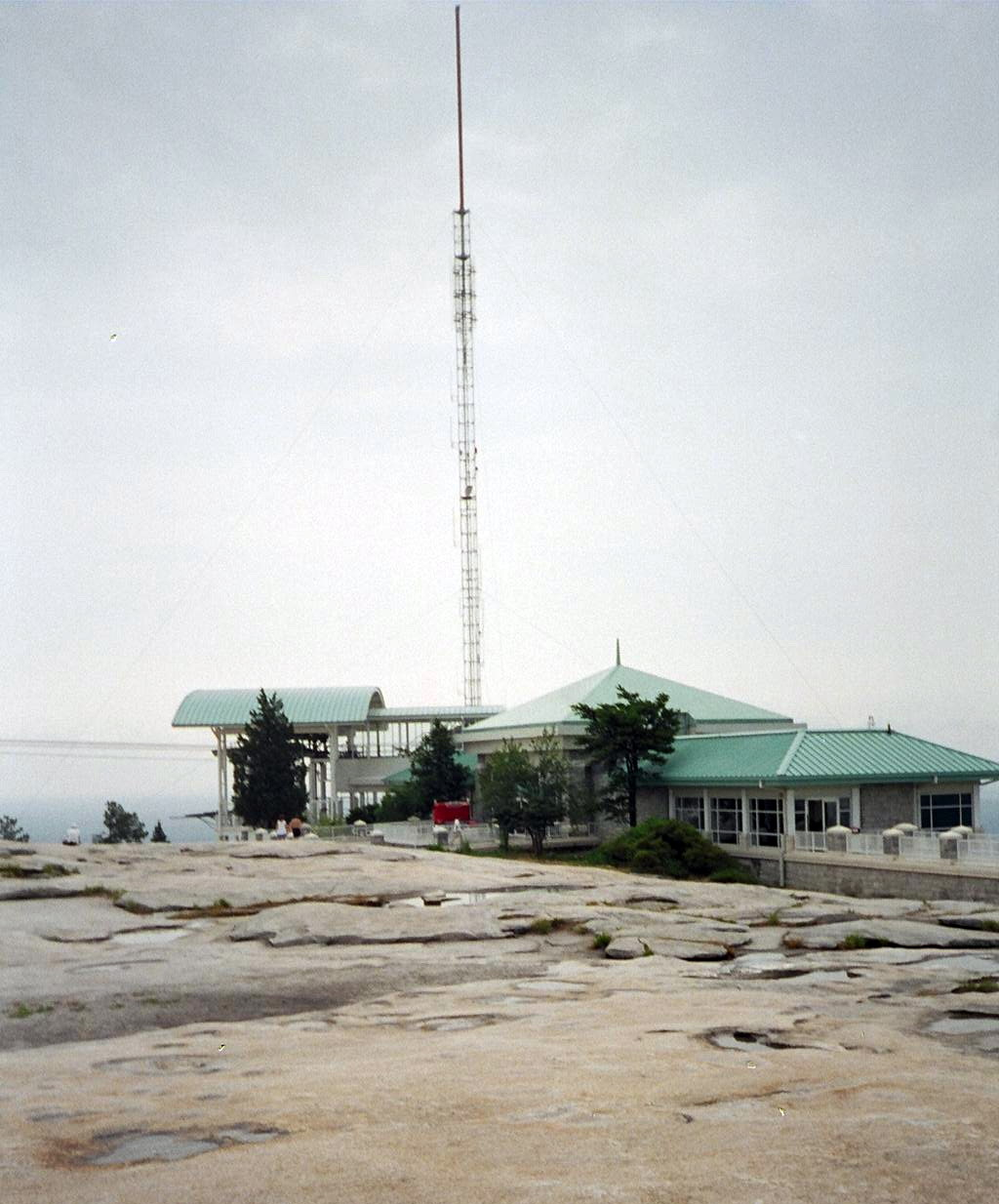
Zendmast en paviljoen op de top
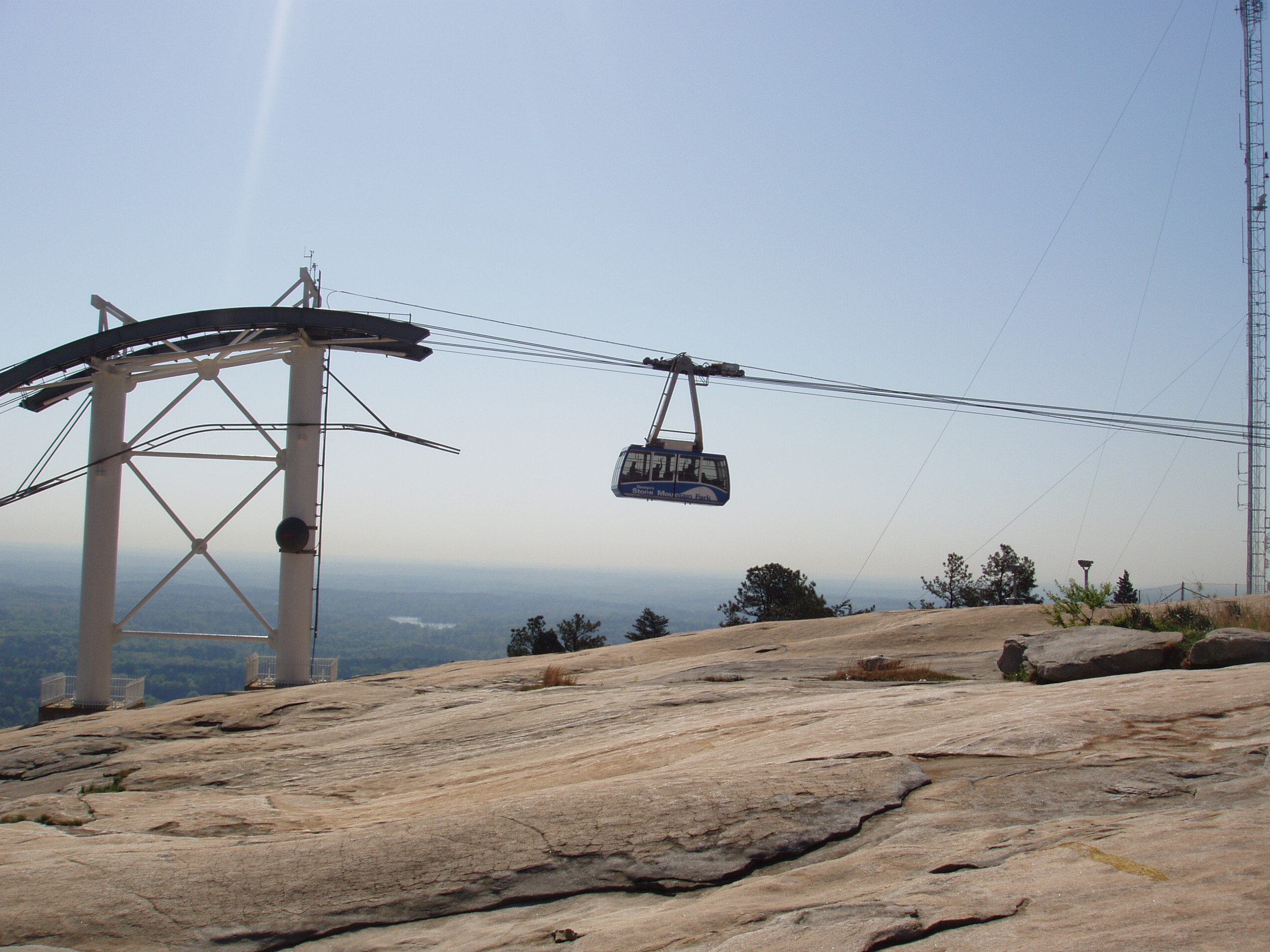
Kabelbaan naar de top
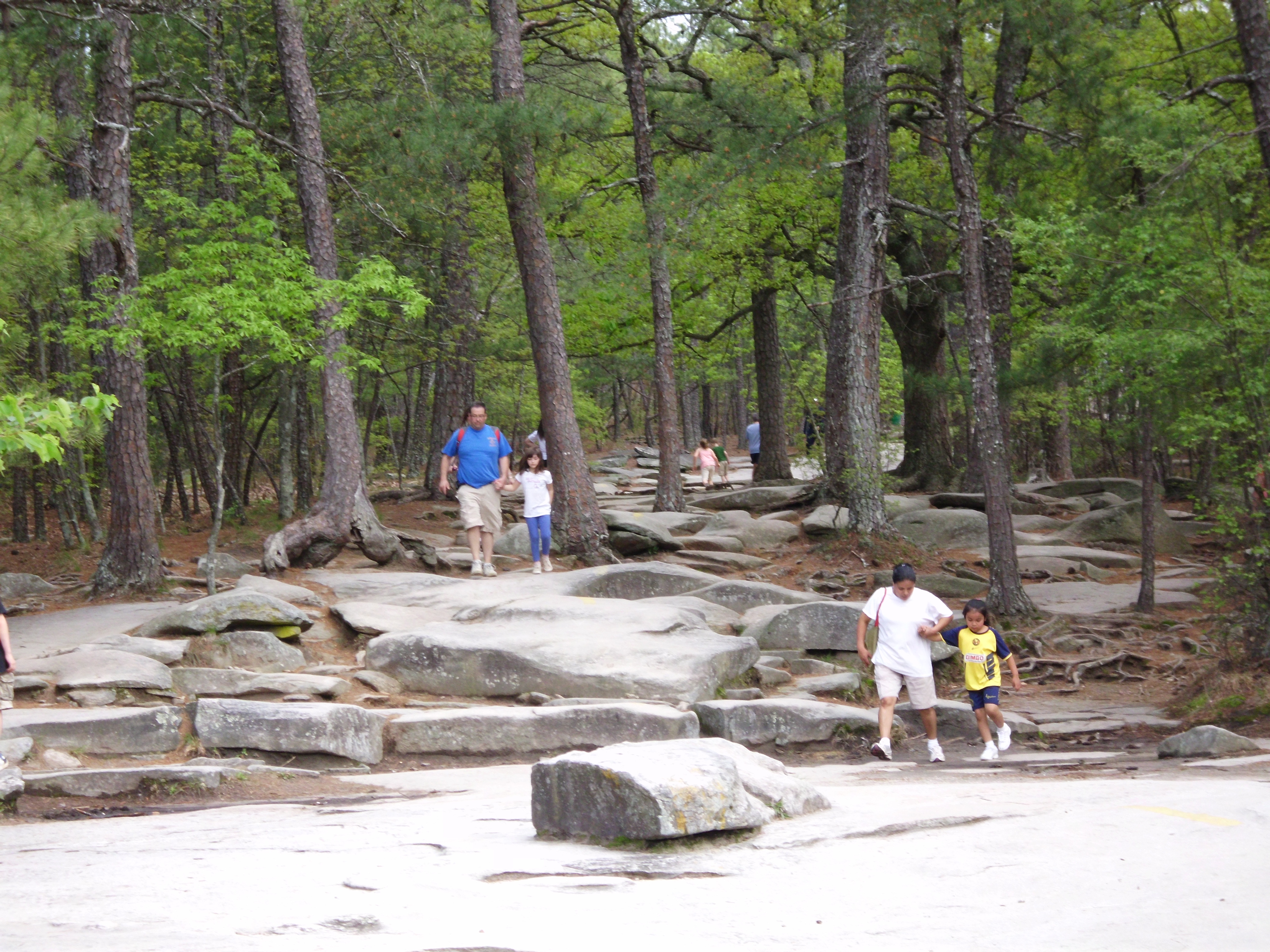
Wandelpad naar de top
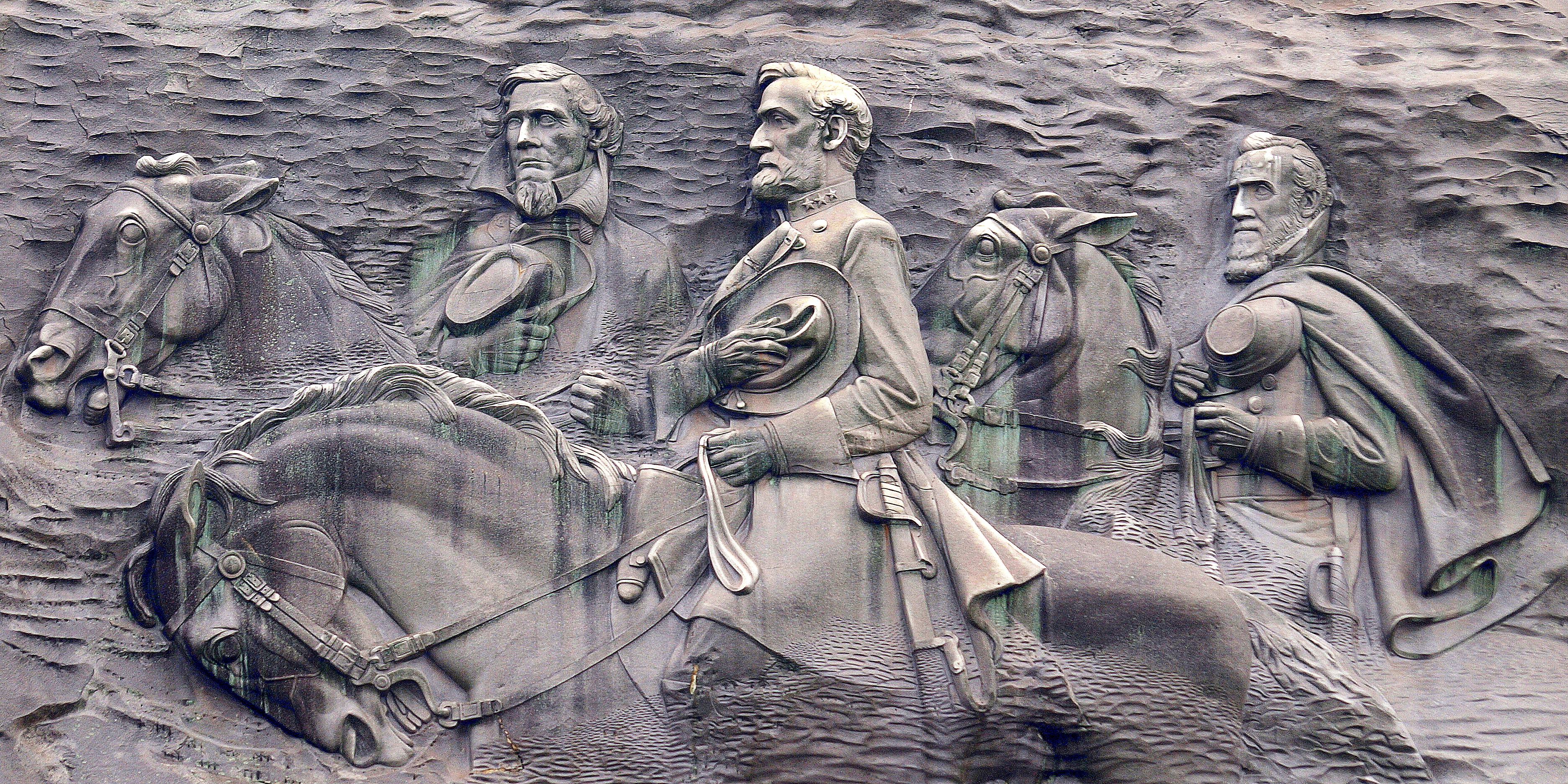
Confederation Memorial